# El Sant Crist d'Àreu
El Sant Crist d'Àreu és la capella del cementiri del poble d'Àreu, en el terme municipal d'Alins, a la comarca del Pallars Sobirà.
Es troba en el centre del nucli de població, integrada a l'edifici de Casa Cerdà.